# Round Hill (King George Island)
Der Round Hill (englisch für Runder Hügel, polnisch Okrąglica) ist ein 20 m hoher Hügel auf King George Island im Archipel der Südlichen Shetlandinseln. Er ragt oberhalb des Speil Point auf der Westseite der Keller-Halbinsel auf.
Polnische Wissenschaftler benannten ihn 1980.